# Добри Немиров
Добри Харалампиев Зарафов е български писател, известен под псевдонима Добри Немиров. Председател е на Съюза на българските писатели в периода 1937 – 1940 г. 

## Биография
Роден е на 3 февруари 1882 г. в Тутракан, но веднага след раждането му, семейството му се установява в Русе. Впоследствие Русе е отбелязван като родно място на писателя от неговите биографи.
През 1902 година започва да публикува в периодичния печат разкази с псевдонима Добри Немиров. Публикува в сп. „Учителска мисъл“ (1903 г.) и „Народен живот“ (1904 г.). След преместването си в София (1905 г.) сътрудничи на сп. „Демократически преглед“, „Из нов път“, „Българска сбирка“, „Съвременна илюстрация“, „Листопад“, „Везни“, „Хиперион“ и др. През 1912 г. издава първата си книга „Разкази“, с която бързо си печели славата на талантлив белетрист. По време на Първата световна война Немиров служи във военните редакции на списание „Отечество“ и „Военни известия“, вследствие на което издава книги с военни разкази – „Нови дни“ и „Разкази на редника“, в които рисува душевния потрес у българския войник от материалната и духовна разруха на страната. Запазени са сведения от 1923 г., че пътува и конферира из страната.
Добри Немиров става „един от ратниците“ за установяване на добросъседски отношения между българския и румънския народ на почвата на културата. „Моята мисия е да извърша нещо за взаимното опознаване на между румънския и българския народ е мисия, продиктувана от въпиющата нужда да се разчисти пътят към доброто и светлото. Аз не съм политик и не съм свикнал да се ползвам от средствата на политиката, но аз съм човек и знам колко ценни са добродетелите и честния и самоотвержен културоносител“. В трудните дни на изпитание за южнодобруджанци, в началото на 1930 г. той посещава Добрич, Балчик, Каварна и Кюстенджа и изнася беседи на теми, чийто общ характер ги прави общодостъпни и полезни. Немиров става посланик на българската култура в поробена Добруджа.
Работи като библиотекар в Българско книжовно дружество до 1918 г. и Министерство на благоустройството. От 1929 г. е член на Управителния съвет, а в периода 1937 – 1940 и председател на Съюза на българските писатели.
След освобождението на Южна Добруджа през 1940 г., писателят посещава родното си място на 3 ноември 1941 г. и възкликва „Ах, Тутракан, Тутракан! Да имах тайнствената власт на чудодеец, ще замахна с ръка и ще те преобразя, както аз те желая. О, ти ще получиш онова сияние, което ти отреждат и животът и историята.“ На пристанището той е посрещнат от кмета на града Петър Друмев и от хиляди тутраканци с цветя. Същия ден Добри Немиров е провъзгласен за почетен гражданин на Тутракан:
| „                                 | „Славният в историята и красив в родните прелести Тутракан се гордее с недостижимите успехи, в сферата на поетично-литературните висини на своя син, обществеността му пожелава дълголетие, за да може още дълго да звънят златните струни на неговата лира, за да довърши всички недопети песни за неговия, за нашия прескъп Тутракан.“ | “ |
| Протокол № 8 от 3 ноември 1941 г. | |   |

След посещението на родния си град Немиров за втори път посещава добруджанските градове Силистра, Добрич, Каварна и Балчик. Новите впечатления и преживявания на писателя в освободена Добруджа намират израз във вълнуващо написаните пътеписни разкази от цикъла „След свободата“, които заедно с тези от първото му посещение в 1930 г. биват издадени под надслов „По равната земя. Из Добруджа“ (1942 г.). Книгата е един затрогващ разказ за националната трагедия на Добруджанския край.
Негови синове са публицистът и дипломат Емил Немиров и оперният режисьор Евгени Немиров.
Писателят умира на 30 септември 1945 г. в София.

## Памет
На Добри Немиров е наречена улица в квартал „Люлин“ в София (Карта).
Личният му архив се съхранява във фонд 90К в Централния държавен архив. Той се състои от 144 архивни единици от периода 1885 – 1970 г.

## Книги за Добри Немиров
- Скици на живите. 1934
- „Добри Немиров. Спомени от един свидетел на неговия живот“ от Емил Немиров (1986)
- Скъпи неща. 2000

- Немиров пред родната си къща, 1920 година
- Корицата на първото издание на „По равната земя“
- Писателят в работна обстановка
- Паметна плоча на фасадата на дома, в който живее от 1932 г. до смъртта си
- Домът му на бул. „Евлоги и Христо Георгиеви“ № 119